# Bionicle 2 : Les Légendes de Metru Nui
Série
Bionicle : Le Masque de lumière
(2003) Bionicle 3 : La Menace de l'ombre
(2005)
Pour plus de détails, voir Fiche technique et Distribution.
Bionicle 2 : Les Légendes de Metru Nui (titre original : Bionicle 2: Legends of Metru Nui) est un film direct-to-video d'animation américain, réalisé par Terry Shakespeare et David Molina. C'est le deuxième film basé sur les personnages Lego Bionicle et il est ainsi produit par Lego. Il s'agit d'une préquelle de Bionicle : Le Masque de Lumière. Un troisième opus, Bionicle 3 : La Menace de l'ombre est sorti en 2005.

## Synopsis
L'histoire se déroule avant les événements de Bionicle : Le Masque de Lumière et se déroule sur l'île-cité de Metru Nui.
Toa Lhikan est alors le dernier protecteur de la cité, menacée par Makuta et ses sbires. Dans un dernier recours, Lhikan utilise ses pouvoirs pour transformer six Matoran dans le but de créer une nouvelle équipe de Toa: les Toa Metru. Composée de Vakama, Nokama, Matau, Nuju, Onewa et Whenua, ils vont devoir s’accommoder de leur nouveau rôle tout en essayant de déjouer le plan maléfique de Makuta.

## Fiche technique
- Titre : Bionicle 2 : Les Légendes de Metru Nui
- Titre original : Bionicle 2: Legends of Metru Nui
- Réalisation : Terry Shakespeare, David Molina
- Scénario : Henry Gilroy, Greg Klein, Tom Pugsley
- Production : Sue Shakespeare, Jeffrey Tahler, James Wang, Bob Thompson, Lego, Creative Capers Entertainment (en), Miramax Films
- Musique : Nathan Furst
- Montage : Craig Russo
- Direction artistique : Eric Hilleary, David Max, Gloria Shih, Duane Loose, Michael Rose
- Pays d'origine :  États-Unis
- Langue : anglais
- Genre : Animation / Science-fiction / Action
- Durée : 75 minutes
- Date de sortie (en DVD) :
  -  États-Unis : 19 octobre 2004
  -  Norvège : 3 novembre 2004
  -  Japon : 5 novembre 2004
  -  France : 5 novembre 2004
  -  Hongrie : 9 novembre 2004
  -  Islande : 18 novembre 2004

## Distribution

### Voix originales
- Alessandro Juliani : Toa Vakama
- Christopher Gaze (en) : Turaga Vakama (narrateur)
- Gerard Plunkett : Turaga Dume
- Tabitha St. Germain : Toa Nokama
- Michael Dobson (en) : Toa/Turaga Lhikan
- Brian Drummond : Toa Matau
- Paul Dobson (en) : Toa Whenua
- Trevor Devall : Toa Nuju
- Lee Tockar (en) : Makuta

### Voix françaises
- Michel Ruhl : Turaga Vakama (le narrateur)
- Thierry Buisson : Toa Lhikan
- Cyril Monge : Nidhiki
- Thierry Mercier : Krekka
- Sylvie Jacob : Nokama
- Laurent Morteau : Onewa
- Daniel Lobé : Whenua
- Gilles Morvan : Matau
- Arnaud Arbessier : Nuju
- Cédric Dumond : Vakama
- Claude d'Yd : Turaga Dume
- Pascal Renwick : Makuta
- Vincent de Boüard : Kongu
- Marc Cassot : Turaga Lhikan

## Récompenses et distinctions

### Récompenses
- Golden Reel Awards 2005 :
  - Meilleur montage sonore pour un DVD

### Nominations
- Saturn Award 2005 :
  - Saturn Award de la meilleure édition DVD
- DVD Exclusive Awards (en) 2003 :
  - Meilleur montage
  - Meilleure musique